# Sora Elding

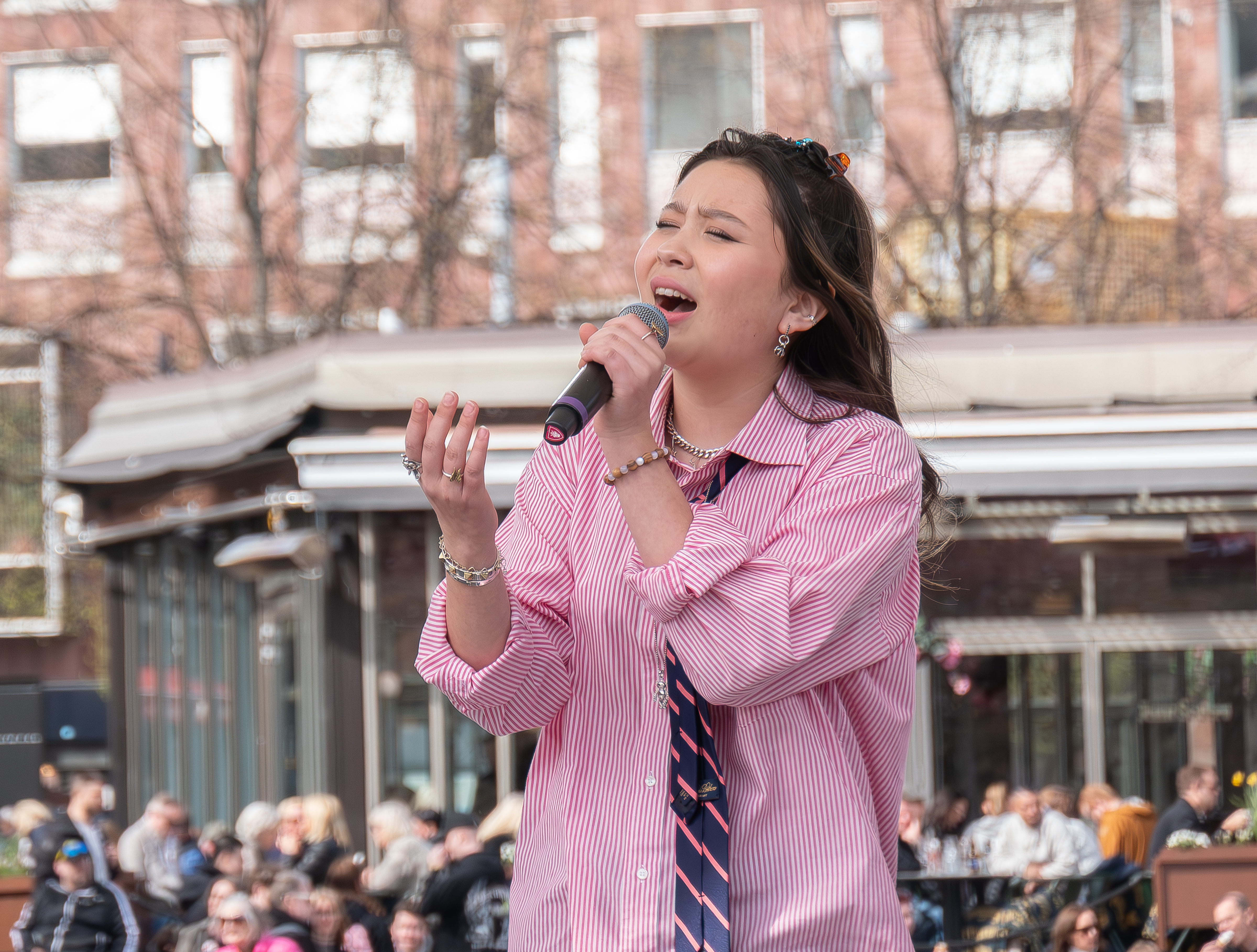
Sora Elding under Körsbärsblommans dag i Kungsträdgården i Stockholm i april 2025.

Sora Elding, född 1 april 2010, är en svensk skådespelare, musiker och sångare.

## Skådespelarkarriär
Elding har spelat både Pippi Långstrump och Annika i Junibackens uppsättning Pippi flyttar in, samt har haft huvudroller i TV-serien Agenterna säsong 4 för SVT och i kortfilmen Rör vid mig för Cancerfonden, den senare belönad med Guldägget 2023.
Elding har även agerat som röstskådespelare i TV-serierna Andra chansen: Rivaler!, Gymnastikskolan: Andra Chansen, Big Top Academy, Pepparkornen, Doraemon 2 samt Peter Pan och Lena.
Elding medverkade i teateruppsättningen Matilda The Musical på Kulturhuset Stadsteatern med premiär 1 december 2023. Samma år medverkade hon också i TV-serien Ture Sventon och den magiska lampan.

## Musikkarriär
Elding ingår i sånggruppen Minikompisarna som spelat in både Youtube-videor och album med barnlåtar. Hon har även sjungit in den japanska versionen av Här kommer Pippi Långstrump (長くつ下のピッピのテーマ), för Universal Music Japan 2020.
2023 spelade hon in en parodi på barnlåtar, Ät upp dina grönsaker för helvete tillsammans med skådespelaren Albin Olsson.
Hösten 2024 deltog hon i SVT-programmet Hello Mellos första deltävling med låten Stanna tiden. Låten var den första att gå vidare till final. 

## Filmografi (i urval)
- 2021 – Andra chansen: Rivaler! (TV-serie)
- 2022 – Gymnastikskolan: Andra chansen (TV-serie)
- 2022 – Agenterna säsong 4 (TV-serie)
- 2022 – Rör vid mig (kortfilm)
- 2023 – Ture Sventon och den magiska lampan (TV-serie)

## Teater
- 2021 - Pippi flyttar in, rollen Annika (teaterpjäs, Junibacken)
- 2022-2023 - Pippi flyttar in, rollen Pippi Långstrump (teaterpjäs, Junibacken)
- 2023-2024 - Matilda The Musical, rollen Lavendel (musikal, Kulturhuset Stadsteatern)